# 布勒 (默兹省)
布勒（法語：Breux，法語發音：[bʁø]）是法国默兹省的一个市镇，属于凡尔登区。

## 地理
布勒（49°35'1"N, 5°23'27"E）面积12.99 平方千米，位于法国大東部大區默兹省，该省份为法国西北部内陆省份，北与比利时接壤，西接马恩省和阿登省，南至上马恩省和孚日省，东临默尔特-摩泽尔省。
与布勒接壤的市镇（或旧市镇、城区）包括：埃尔伯瓦勒、马尔尼、梅克斯德旺维尔通、阿维奥特、托讷拉隆、托讷勒蒂勒、托内勒。

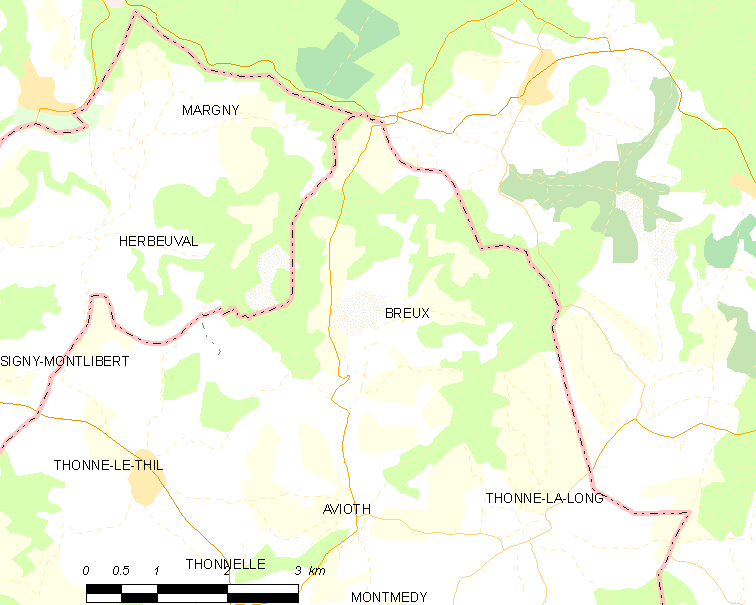
的OSM定位图

布勒的时区为UTC+01:00、UTC+02:00（夏令时）。

## 行政
布勒的邮政编码为55600，INSEE市镇编码为55077。

## 政治
布勒所属的省级选区为蒙梅迪县。

## 人口

1962-2008年间人口变化图示

布勒于2022年1月1日时的人口数量为261人。